# Paris FC
Der Paris Football Club (kurz: PFC) ist ein französischer Fußballverein aus Paris. Er ist seit Ende 2024 mehrheitlich im Besitz der Familie Arnault (LVMH). Minderheiteneigner sind der Vereinspräsident Pierre Ferracci und der Getränkehersteller Red Bull. Die Vereinsfarben sind Hell- und Dunkelblau. Die Ligamannschaft der Männer spielt, nach langer Abstinenz, seit der Saison 2025/26 wieder in der höchsten Spielklasse Frankreichs (Ligue 1).

## Geschichte und Namensänderungen

Vereinsemblem (bis 2011)

Gegründet wurde Paris FC im Jahr 1969. Dahinter stand die Absicht, in der Hauptstadt wieder Spitzenfußball anzusiedeln, nachdem die Traditionsvereine Racing Club und Stade Français 1964 bzw. 1967 aus der Division 1 abgestiegen waren und Red Star längst nur noch im Pariser Umland ansässig war. Dieser neue FC war im ersten Jahr ein Verein ohne Mitglieder und ohne Mannschaft; deshalb fusionierte er 1970 mit Stade 1904 Saint-Germain-en-Laye – daraus ging, ebenfalls als Neugründung, Paris Saint-Germain hervor – und hieß für eine Spielzeit Paris-Saint-Germain FC, danach wieder PFC. 1978/79 benannte der Verein sich nach seinem Sponsor, dem Radiosender Europe 1, in Paris 1 um. Auch dieser Name hatte nur für ein Jahr Bestand.
Dies war die bis 2025 letzte Erstligasaison des Klubs, der im Rennen um Erfolge und Publikumsgunst gegen seinen „jüngeren Stiefbruder“ PSG das Nachsehen hatte. Dazu trug auch bei, dass der PFC nur in seinen drei Erstligajahren im seinerzeit komplett umgebauten Prinzenparkstadion antreten durfte (dort 1979 Zuschauerrekord mit 41.000 Besuchern im Spiel gegen die AS Saint-Étienne), ansonsten aber mit dem baufälligen Stade de la Porte de Montreuil vorliebnehmen musste. Wegen dessen zeitweiliger Sperrung vagabundierte der PFC phasenweise regelrecht durch den Großraum Paris; 1981/82 trug die Ligaelf sogar einen Teil ihrer Heimspiele im 170 km entfernten Troyes aus.
1982/83 fusionierte der Verein mit dem Racing Club zu Racing Paris I; 1983 erfolgte seine eigenständige Neugründung als Paris FC 83, der 1997 (Paris FC 98) und 1998 (Paris FC 2000) weitere Namensänderungen vornahm und inzwischen wieder seinen ursprünglichen Namen trägt.
Die Ligamannschaft der Männer spielte normalerweise im Stade Déjerine, das eine Kapazität von 2.500 Plätzen aufweist; wegen des unzureichenden Zustandes der Spielfläche hat der französische Verband 2006 einen Umzug ins Stade Marville von La Courneuve und 2007 ins Stade Charléty (ca. 19.000 Zuschauer) verfügt, einem Sportkomplex am südlichen Rand von Paris.
Seit Mitte 2016 fanden Gespräche und Verhandlungen zwischen dem PFC und dem erfolgreichen Frauenfußballverein Juvisy FCF statt, in denen die Möglichkeiten einer sehr engen Kooperation bis hin zu einer Fusion der Klubs ausgelotet werden sollten. Im Sommer 2017 wurde die Fusion der beiden Vereine vollzogen (siehe das Frauenfußball-Kapitel weiter unten). In die Verhandlungen waren zeitweise auch noch die Fußballer des traditionsreichen Racing Club Paris eingebunden; dies sollte die seit vielen Jahren bestehenden Überlegungen, in der Hauptstadt neben PSG dauerhaft einen starken zweiten Profiklub bei Männern und Frauen zu installieren, der Realisierung näherbringen.
Im November 2024 erwarb Bernard Arnault, zu diesem Zeitpunkt laut Forbes einer der reichsten Menschen der Welt, über seine Holding LVMH 52 % der Anteile an dem Club, nach zwei Jahren sollen die 30 % des Vereinspräsidenten dazukommen. Der Konzern Red Bull übernahm weitere 11 %. Daran knüpft sich auch die Erwartung, dass Paris einen Klub bekommt, der mit PSG konkurrieren kann.
Im Februar 2025 einigte sich der Paris FC mit dem Rugby-Union-Club Stade Français auf den Umzug des Fußballclubs in das Stade Jean-Bouin zur Saison 2025/26. Die Vereinbarung läuft zunächst bis 2029.

## Ligazugehörigkeit
Den Profistatus hat der PFC von 1970 bis 1973 und von 1976 bis 1984 besessen, seit 2015 hat er diesen erneut. Erstklassig (Division 1, seit 2002 in Ligue 1 umbenannt) spielte der Klub von 1972 bis 1974, in der Saison 1978/79 und wieder in der Saison 2025/26. Ab 1982 pendelte er zwischen Dritt- und Viertklassigkeit. 2015 gelang der Aufstieg in die zweitklassige Ligue 2, der Verein stieg aber nach nur einer Saison wieder ab. In der Saison 2017/18 trat Paris FC erneut in der Ligue 2 an. Obwohl der Verein in der Relegation gescheitert war, rückte er durch den Lizenzentzug für den SC Bastia nach und konnte sich in der Liga etablieren. In der Saison 2024/25 stieg der Paris FC wieder in die erstklassige Ligue 1 auf.

## Kader 2024/25
Stand: 25. Februar 2025
| Nr. |                | Position | Name                   |
| --- | -------------- | -------- | ---------------------- |
| 1   |                | TW       | Rémy Riou              |
| 2   | Finnland       | AB       | Tuomas Ollila          |
| 4   |                | MF       | Vincent Marchetti      |
| 5   | Senegal        | AB       | Moustapha Mbow         |
| 7   |                | ST       | Alimami Gory           |
| 8   |                | MF       | Lohann Doucet          |
| 9   |                | ST       | Andy Pembélé           |
| 10  | Algerien       | MF       | Ilan Kebbal            |
| 11  | Elfenbeinküste | ST       | Jean-Philippe Krasso   |
| 12  | Mali           | ST       | Nouha Dicko            |
| 13  |                | ST       | Mathieu Cafaro         |
| 15  |                | AB       | Timothée Kolodziejczak |
| 16  |                | TW       | Obed Nkambadio         |

| Nr. |          | Position | Name              |
| --- | -------- | -------- | ----------------- |
| 17  |          | MF       | Adama Camara      |
| 18  |          | ST       | Omar Sissoko      |
| 20  | Algerien | ST       | Julien Lopez      |
| 21  |          | MF       | Maxime Lopez      |
| 22  | Marokko  | AB       | Sofiane Alakouch  |
| 26  | Senegal  | ST       | Lamine Gueye      |
| 28  | Belgien  | AB       | Thibault De Smet  |
| 29  |          | ST       | Pierre-Yves Hamel |
| 30  |          | TW       | Thomas Himeur     |
| 31  |          | AB       | Samir Chergui     |
| 39  | Marokko  | ST       | Mathys Tourraine  |
|     |          | ST       | Yoann Kherbache   |
|     |          | MF       | Mohamadou Kanté   |

## Erfolge
- Französische Fußballmeisterschaft: Bisher beste Platzierung war Tabellenrang 12 (1972/73)
- Französischer Fußballpokal: Halbfinalist 1979/80

## Bekannte Personen
Französische Nationalspieler
Die Zahl der Länderspiele für Paris FC und der Zeitraum dieser internationalen Einsätze sind in Klammern angegeben
- Jean Djorkaeff (1, 1972) vorher 47 weitere Länderspiele für drei andere Vereine
- Louis Floch (3, 1973) vorher 13 weitere Länderspiele für einen anderen Verein; 1972/73 auch zehntbester Torjäger der D1
- Jean-Paul Rostagni (5, 1972–1973) vorher 20 weitere Länderspiele für drei andere Vereine

Weitere
- Carlos Bianchi, Sportdirektor 1998
- Pierre-Albert Chapuisat, 1972/73, Schweizer Nationalspieler
- François Félix, 1973/74, achtbester Torjäger der D1
- Louis Hon, Trainer 1972–1974
- Roger Lemerre, Trainer 1979–1981
- Erich Maas, 1976/77, vormaliger deutscher Nationalspieler
- Delio Onnis, Trainer 1992–1994
- Mordechai Spiegler, 1972/73, israelischer Nationalspieler
- Jean-Christophe Thouvenel, 1978/79, später Nationalspieler

## Frauenfußball
Die Mitte 2016 begonnenen Gespräche und Verhandlungen zwischen PFC und Juvisy FCF führten im Sommer 2017 zur Fusion des reinen Frauenklubs mit dem PFC – unter dessen Namen. Juvisys letzte Präsidentin Marie-Christine Terroni wurde Leiterin der neuen PFC-Frauenabteilung, sämtliche bisherigen Juvisy-Frauschaften und die Nachwuchsschule bleiben im Département Essonne ansässig, wo sie auch ihre Spiele austragen, wenngleich die Erstligaelf einzelne Matches im Stade Charléty von Paris bestreitet. Die bisherigen Jugendteams des PFC hingegen verbleiben im 20. Arrondissement der Hauptstadt. Dadurch ist Frankreichs größte Frauenfußballabteilung mit rund 400 aktiven Frauen und Mädchen entstanden. Die Frauen des PFC spielen somit seit der Spielzeit 2017/18 in der D1F, der höchsten Liga Frankreichs.
Dieses Team wird seit Oktober 2018 von der französischen Rekordnationalspielerin Sandrine Soubeyrand trainiert. Unter ihr und ihrem „verlängerten Arm auf dem Feld“, der Spielführerin Gaëtane Thiney, schlossen die Frauen die Saisons 2021/22, 2022/23 und 2023/24 jeweils als Tabellendritte ab; damit nahm der PFC anschließend auch am europäischen Pokalwettbewerb teil, in dem er 2023/24 sogar die Gruppenphase erreichte, nachdem er in der Qualifikation die favorisierten Arsenal Ladies und den VfL Wolfsburg bezwungen hatte. Mit dem Sieg im Endspiel des Vereinspokals gegen den Lokalrivalen Paris Saint-Germain gewannen die Frauen 2025 den ersten nationalen Titel in der Vereinsgeschichte.